# Sun Čuan
Sun Čuan (, kitajsko 孫權) z vljudnostnim imenom Džongmov  (仲謀) in posmrtnim imenom Da, cesar Vuja (吳大帝), je bil ustanovitelj dinastije Vzhodni Vu, enega od kitajskih treh kraljestev, * 182, † 21. maj 252.
Leta 200 je podedoval oblast nad ozemljem svojega brata Sun Ceja in razglasil neodvisnost. Od novembra 222 do maja 252 je vladal kot vazalni kralj in nato do maja 252 kot vazalni cesar Vuja. Za razliko od svojih tekmecev Cao Caa in Lju Beja je bil Sun Čuan veliko mlajši in je svojo državo vodil večinoma ločeno od politike in ideologije. Včasih je prikazan kot nevtralen vladar, saj je vodil prožno zunanjo politiko do svojih tekmecev, da bi iztržil čim več koristi za svojo državo. 
Sun Čuan je bil rojen v času, ko je bil njegov oče Sun Džjan pribočnik okrožja Šjapi. Po očetovi smrti v zgodnjih 90. letih 2. stoletja so on in njegova družina živel v različnih mestih na spodnjem toku reke Jangce, dokler Sun Ce ni vzpostavil režima vojskovodje v regiji Džjangdong, ki je temeljil na njegovih privržencih in številnih pripadnikih lokalnih klanov. Ko so leta 200 podporniki Šu Gonga umorili brata Sun Ceja, je 18-letni Sun Čuan od svojega brata podedoval dežele jugovzhodno od reke Jangce. Njegova uprava se je v prvih letih izkazala za relativno stabilno, saj so najvišji častniki njegovega pokojnega brata podprli njegovo nasledstvo. V prvem desetletju 3. stoletja je Sun Čuan pod vodstvom svojih sposobnih svetovalcev še naprej krepil svojo moč ob reki Jangce. V začetku leta 207 so njegove sile končno dosegle popolno zmago nad Huang Dzujem, vojaškim voditeljem, ki je dominiral v srednjem toku Jangceja. Huang Dzu je bil v bitki ubit. 
Pozimi tistega leta je severni vojskovodja Cao Cao z vojsko približno 220.000 mož poskušal osvojiti jug in ponovno združiti Kitajsko. Na Sun Čuanovem dvoru sta se pojavili dve frakciji z različnimi mnenji, kako se mu upreti. Frakcija, ki jo je vodil Džang Džao, je pozivala k predaji, frakcija, ki sta jo vodila Džov Ju in Lu Su, pa je kapitulaciji nasprotovala. Sun Čuan se je sčasoma odločil zoperstaviti se Cao Cau v srednjem Jangceju s svojimi superiornimi rečnimi silami. V zavezništvu z Lju Bejem in z uporabo kombiniranih strategij Džov Juja in Huang Gaja je njegova vojska odločilno premagala Cao Caa v bitki pri Rdečih pečinah. 
Konec leta 220 je Cao Caov sin Cao Pi nasledil prestol Veja in se razglasil za kitajskega cesarja, s čimer je končal in nasledil vladavino dinastije Han. Sun Čuan je bil sprva uradno vazal Veja z naslovom kralj Vuja. Ko je Cao Pi od njega zahteval, da pošlje v Luojang za talca svojega sina Sun Denga, je Sun Čuan zahtevo zavrnil. Novembra 222 se je razglasil za neodvisnega vladarja in maja 229 za cesarja. 
Po smrti njegovega prvotno izbranega prestolonaslednika Sun Denga sta se počasi pojavili dve nasprotujoči si frakciji, ki sta podpirali različne potencialne naslednike. Ko je bil za novega prestolonaslednika izbran Sun He, sta ga podprla Lu Šun in Džuge Ke, medtem ko sta njegovega tekmeca Sun Baja podprla Čuan Cong in Bu Dži ter njuna klana. Zaradi dolgotrajnega notranjega boja za oblast so bili številni uradniki usmrčeni. Sun Čuan je spor rešil tako, da je Sun Heja izgnal, Sun Baja pa prisilil, da je naredil samomor. 
Sun Čuan je umrl maja 252 v starosti 70 let. Imel je najdaljšo vladavino med ustanovitelji treh kraljestev. Nasledil ga je njegov sin Sun Ljang. 
Zapisi treh kraljestev (Sanguodži) opisujejo Sun Čuana kot visokega moža s svetlimi očmi in podolgovatim obrazom. Bil je znan kot moder in odprt človek, ki se je rad šalil. Zaradi svoje spretnosti pri ocenjevanju moči svojih podrejenih in njihovih pomanjkljivosti, je Sun Čuan lahko prenesel svojo oblast na sposobne osebnosti. Ta primarna moč mu je dobro služila pri pridobivanju podpore preprostih ljudi in obkrožanju s sposobnimi generali. 

## Družina
Soproge in otroci:
- cesarica Pan iz klana Pan z osebnim imenom Šu (u. 252)
  - Sun Ljang, princ Kuajdžija (245–260), sedmi sin
- cesarica Bu iz klana Bu z osebnim imenom Ljanši 
  - princesa Čuan z osebnim imenom Luban (229–258), prva hči
  - princesa Džu z osebnim imenom Luju, tretja hči
- cesarica Daji iz klana Vang  
  - Sun He, princ Nanjanga (224–253), tretji sin
- cesarica Džjanghuj in klana Vang
  - Sun Šju, cesar Džing  (235–264), šesti sin
- soproga Džong iz klana Džong 
  - Sun Fen, princ Čija (u. 270), peti sin
- soproga Šje iz klana Šje
  - Sun Ba, princ Luja (u. 250), četrti sin
- gospa Šje iz klana Šje
- gospa Šu iz klana Šu
- gospa iz klana Juan
- gospa iz klana Džao
- neznana gospa
  - Sun Deng, prestolonaslednik Šuan (209–241), prvi sin
  - neimenovana princesa
  - Sun Li, markiz Džjančanga (213–232), drugi sin

## Sklica
1. ↑  de Crespigny (2007), str. 772.
2. ↑  (权生，方颐大口，目有精光...) Jiang Biao Zhuanm, Sanguozhi, vol. 47.